# 扎叶巴寺
扎叶巴寺，藏语称“扎叶巴”（藏語：གཡེར་པ་དགོན།，威利转写：g·yer pa）又译“扎耶巴”、“查叶巴”，又称“叶巴”，位于西藏自治区拉萨市达孜县帮堆乡，是一座藏传佛教格鲁派寺院。

## 历史

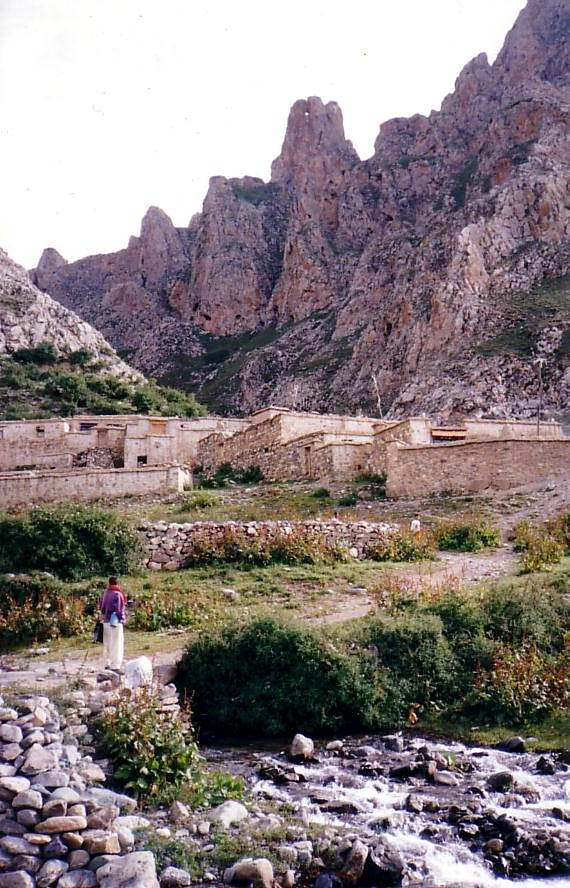
1993年的扎叶巴

扎叶巴寺位于拉萨市达孜县境内的扎叶巴沟，坐落在山崖之中。相传，扎叶巴寺始建于7世纪，是吐蕃赞普松赞干布为其五妃兴建的五座道场之一（其他四座是大昭寺、小昭寺、查拉鲁普、帕邦喀），是为第三妃芒萨赤尊（又译“蒙氏尺姜”）公主所建，原为一座小神殿。后来，该寺几经扩建，形成了如今紧密嵌在崖缝壁间的扎叶巴寺。该寺也是西藏四大隐修地之一。民间有谚语称，“西藏的灵地在拉萨，拉萨的灵地在叶巴；到拉萨不到叶巴，等于做件新衣忘做领。”
扎叶巴先后有松赞干布、莲花生、帕当巴桑杰、拉隆贝吉多吉、阿底峡等人在此闭关静修。据说，格萨尔王曾在此地活动，并且在后山留下的射箭穿石等遗迹。传统上称这里有一百零八个修行洞，但实际上大概只有八十个左右，创建于不同年代。从山脚仰望，整座山形好像一尊度母。
历史上，此处曾有一座噶当派寺院，一座上密院结夏安居的专用道场，还有一座大约有300名僧人常住的格鲁派寺院，阿底峡曾在此说法，并留有露天法座遗迹。如今，噶当派寺院早已无存，上密院结夏安居的专用道场在1959年后仅存废墟。只有格鲁派寺院现已恢复。现在的扎叶巴寺，就是指该寺。
2011年时，在扎叶巴格鲁派主宗，大约有60余名僧人；在各修行洞修行的尼姑大约有70余名。

## 建筑

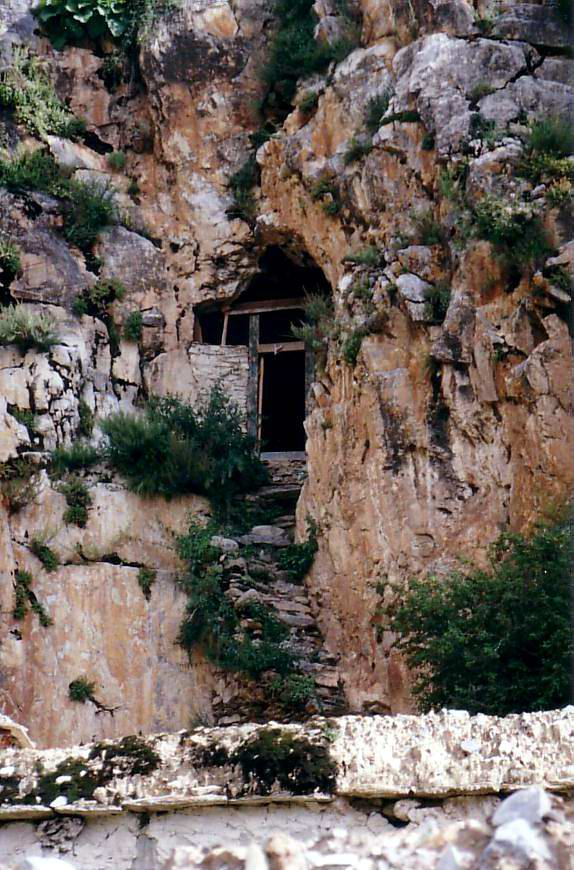
莲花生修行的月亮洞（Dawa Puk）入口

传统上，香客会朝拜（參見藏傳佛教的朝聖）几个最重要的洞窟。按照传统朝礼路线依次可以见到的各个主要修行洞及殿堂有：
- 缘起洞：是传统朝礼路线上的第一个洞，位于上山时的左侧。该洞是阿底峡的修行洞。
- 金刚手洞：内供天然形成的金刚手菩萨像。
- 弥勒殿（藏语称“桑阿林”）：据说该殿由克主杰所开。传说该洞是古时长期在扎叶巴各洞修行者聚集同修之所。该殿供奉一尊高大的强巴佛（弥勒佛）像，原来供奉的像据说有三层高，是前藏最大的一尊。原来的弥勒佛像穿着鞋子，手执一只类似吐宝鼠的动物。据说，西藏过去有一位似傻非傻的人物，从远地来朝圣，见到这尊原本未穿鞋的弥勒佛像，乃对佛像说：“咦，这么冷的地方，怎么您光着脚啊？我发愿供养您一双鞋，请您提起脚，让我量量。”这时，由于他的诚意，佛像竟然显灵抬起了脚，让他丈量。后来，他再度前来朝圣，带来鞋子，佛像又显灵抬脚，让他把鞋子穿上。自此，这尊弥勒佛像成为西藏唯一穿鞋的弥勒佛。原来的弥勒佛像在文化大革命中被毁灭。如今殿内供奉的是1980年代新造的佛像，与常见的弥勒佛像相同，不复过去旧貌。
- 法王洞：为松赞干布修行的洞窟，内有他当年闭关用的小洞。
- 拉隆洞：拉隆贝吉多吉修行、躲藏追兵的洞窟。拉隆贝吉多吉是9世纪时的人。当时，吐蕃赞普朗达玛灭佛，拉隆贝吉多吉成功行刺朗达玛，后来逃到该洞内躲藏。该洞本来存有拉隆贝吉多吉的帽子，但在1960年代失去。
- 月亮洞：相传莲花生曾在此修行7个月，洞内收藏有莲花生用神通在石头上踩出的脚印。此外，赤松德赞的一位大臣曾经在此修得成就而乘着月光飞到天上，此洞因而得名（也有说法称因莲花生用神通打穿石壁形成月亮形天窗而得名）。[1]

除了上述圣洞，扎叶巴还有集众举办会供法会的“十日洞”，莲花生修行处“太阳洞”和“密洞”，因修持胜乐金刚法门的高僧用神通将铃挂在虚空中而得名的“铃洞”。
传说阿底峡离开扎叶巴时，将自己的念珠撒在地上，化为一百零八座白塔。另一说称，为纪念阿底峡，后人将他的念珠拆开，以此装藏，兴建了一百零八座白塔。这些塔中有的至今尚存，在山脚处便可看见。
扎叶巴的小庙很多。最知名的是“祖拉康”，为松赞干布的藏妃芒萨赤尊公主为供奉佛祖所建。

## 扎叶巴寺钟
扎叶巴寺钟，又译“叶尔巴寺钟”，原来在扎叶巴寺内。钟铭两圈，回环，自文字的笔势及形体判断，应是吐蕃时期的遗物。该钟现已无存。
学者王尧翻译的钟铭如下（括号内为王尧所加）：
持诸胜者（佛）之圣教正法，奉一切菩提行，净治善行诸端，获未来一切劫中受用。

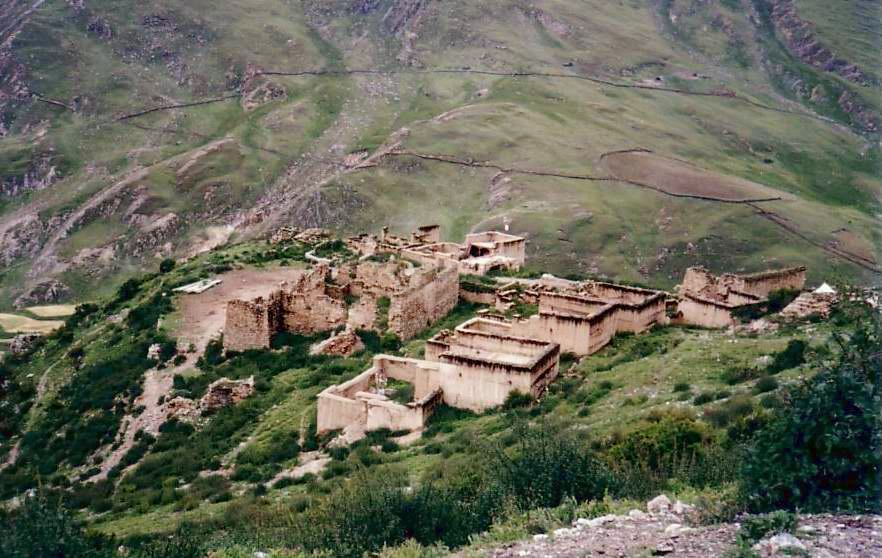
1993年的扎叶巴
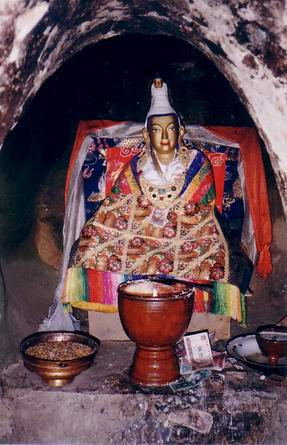
法王洞内的松赞干布像
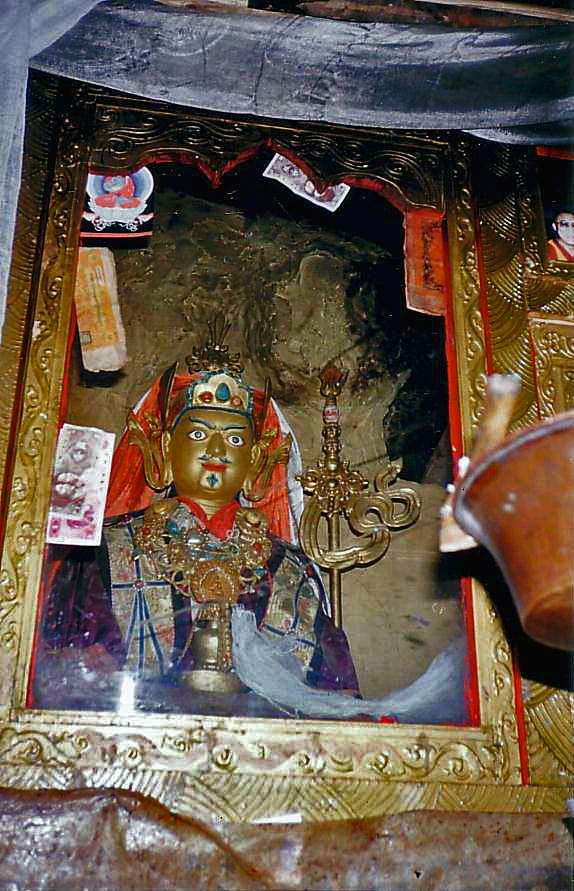
月亮洞中的莲花生像
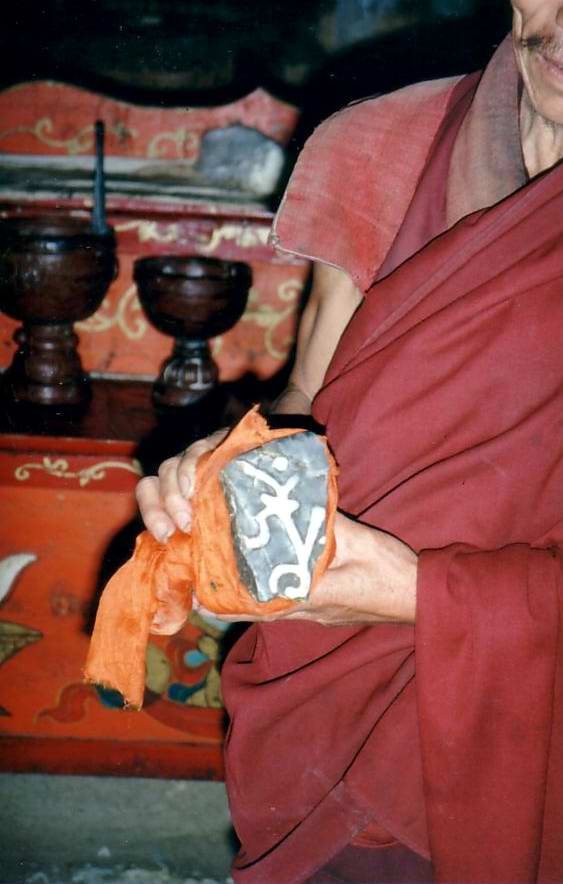
老僧人收藏的自现咒字石
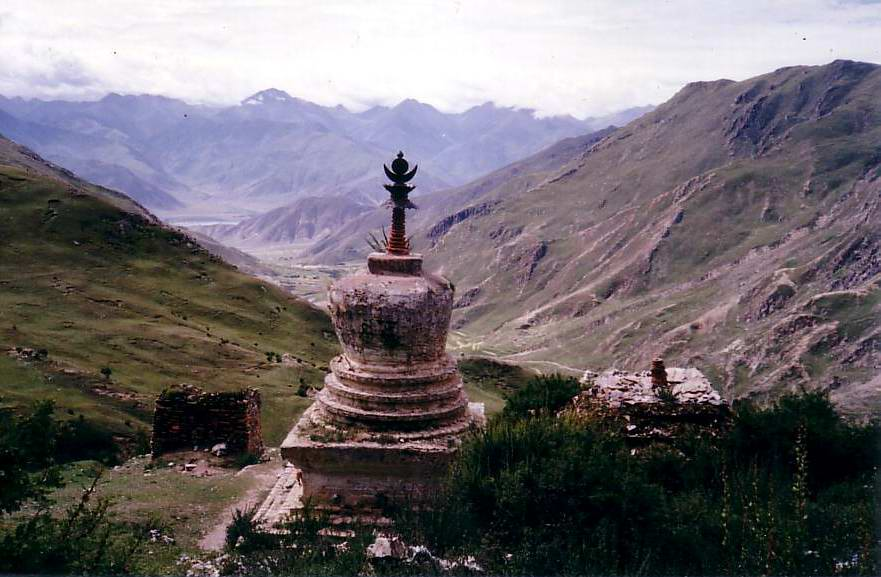
扎叶巴沟
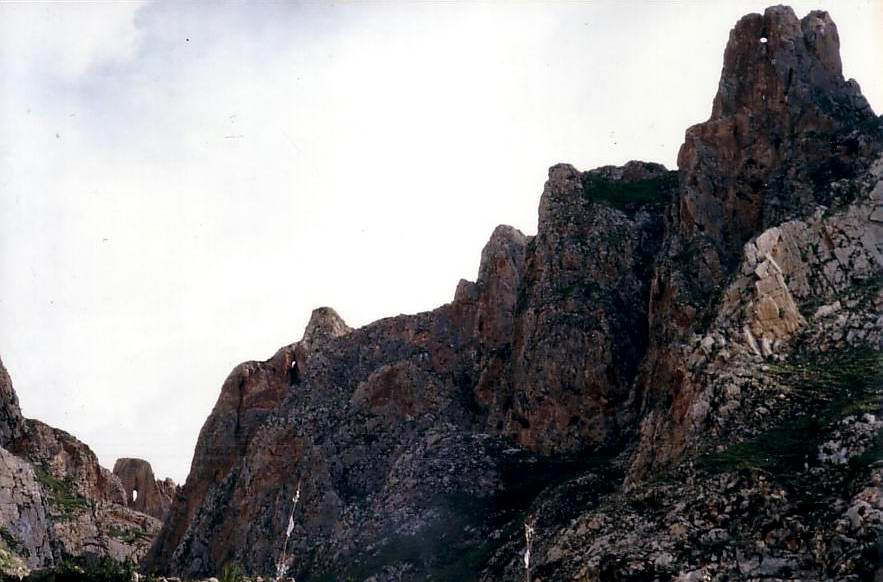
格萨尔王射箭穿石遗迹，可见箭穿过石头形成的洞
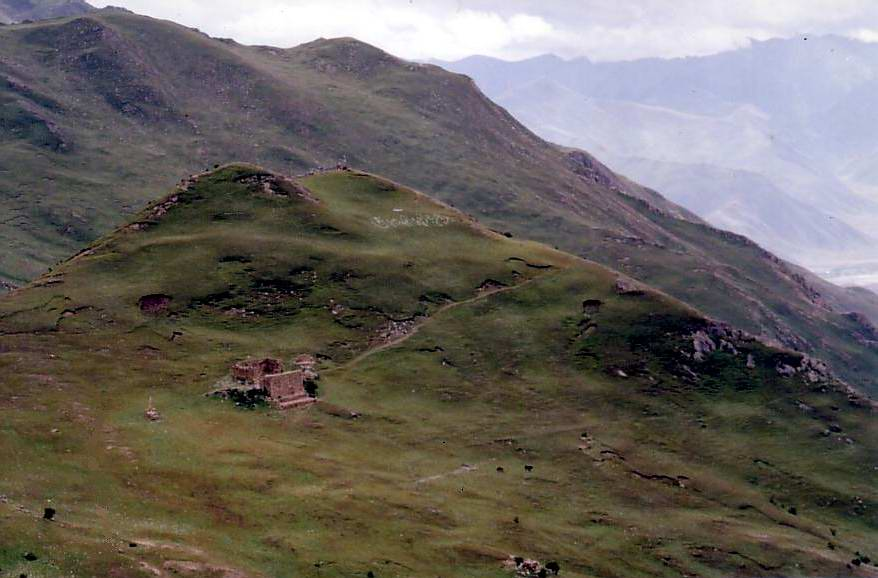
天葬台